# Dubai Tennis Championships 2018
Dubai Tennis Championships 2018, oficiálně Dubai Duty Free Tennis Championships 2018, byl společný tenisový turnaj mužského okruhu ATP World Tour a ženského okruhu WTA Tour, hraný v areálu Aviation Club Tennis Centre na otevřených dvorcích s tvrdým povrchem. Dějištěm turnaje se stala Dubaj, metropole stejnojmenného emirátu ve Spojených arabských emirátech. Jednalo se o 26. ročník mužského a 18. ročník ženského turnaje.
Ženská část se konala mezi 19. až 25. únorem a řadila se do kategorie WTA Premier. Její celková dotace činila 2 623 485 miliony amerických dolarů. Muži soutěžili ve dnech 26. února až 3. března v rámci kategorie ATP World Tour 500. Dotace pro tuto polovinu dosáhla částky 3 057 135 amerických dolarů.
Nejvýše nasazenými v singlových soutěžích se stali světová čtyřka Grigor Dimitrov z Bulharska a čtvrtá hráčka klasifikace Elina Svitolinová z Ukrajiny. Jako poslední přímá účastnice do dvouhry nastoupila španělská 39. žena pořadí WTA Carla Suárezová Navarrová a mezi muži v této roli na turnaji startoval francouzský 74. tenista žebříčku Pierre-Hugues Herbert.
Osmou singlovou trofej na okruhu ATP Tour a první v kategorii ATP 500 vybojoval Španěl Roberto Bautista Agut. Podruhé singlový titul na okruhu WTA Tour obhájila Ukrajinka Elina Svitolinová a připsala si jedenáctý turnajový vavřín. Sedmnáctou společnou trofej z mužské čtyřhry získal nizozemsko-rumunský pár Jean-Julien Rojer a Horia Tecău, který jako první obhájil deblovou trofej na dubajském turnaji. Tchajwansko-čínská dvojice Čan Chao-čching a Jang Čao-süan si odvezla debutový společný titul z ženské čtyřhry.

## Rozdělení bodů a finančních odměn

### Rozdělení bodů
| Soutěž       | vítězové | finalisté | semifinalisté | čtvrtfinalisté | 16 v kole | 32 v kole | Q  | Q3 | Q2 | Q1 |
| ------------ | -------- | --------- | ------------- | -------------- | --------- | --------- | -- | -- | -- | -- |
| dvouhra mužů | 500      | 300       | 180           | 90             | 45        | 0         | —  | 20 | 10 | 0  |
| čtyřhra mužů | 500      | 300       | 180           | 90             | 0         | —         | —  | 45 | 25 | 0  |
| dvouhra žen  | 470      | 305       | 185           | 100            | 55        | 1         | 25 | 18 | 13 | 1  |
| čtyřhra žen  | 470      | 305       | 185           | 100            | 1         | —         | —  | —  | —  | —  |

### Finanční odměny
| Soutěž                              | vítězové | finalisté | semifinalisté | čtvrtfinalisté | 16 v kole | 32 v kole | Q3     | Q2     | Q1     |
| ----------------------------------- | -------- | --------- | ------------- | -------------- | --------- | --------- | ------ | ------ | ------ |
| dvouhra mužů                        | $565 530 | $277 255  | $139 510      | $70 950        | $36 845   | $19 435   | —      | $4 300 | $2 195 |
| čtyřhra mužů                        | $170 270 | $83 360   | $41 810       | $21 460        | $11 090   | —         | —      | —      | —      |
| dvouhra žen                         | $651 347 | $347 060  | $185 631      | $46 623        | $24 998   | $15 867   | $7 123 | $3 784 | $2 108 |
| čtyřhra žen                         | $95 088  | $50 817   | $27 761       | $14 125        | $7 678    | —         | —      | —      | —      |
| částka ve čtyřhře je uvedena na pár |          |           |               |                |           |           |        |        |        |

## Dvouhra mužů

### Nasazení
| Stát                          | Hráč                  | ATP | Nasazení |
| ----------------------------- | --------------------- | --- | -------- |
| Bulharsko                     | Grigor Dimitrov       | 4.  | 1.       |
| Francie                       | Lucas Pouille         | 16. | 2.       |
| Španělsko                     | Roberto Bautista Agut | 22. | 3.       |
| Bosna a Hercegovina           | Damir Džumhur         | 29. | 4.       |
| Francie                       | Richard Gasquet       | 34. | 5.       |
| Německo                       | Philipp Kohlschreiber | 35. | 6.       |
| Srbsko                        | Filip Krajinović      | 36. | 7.       |
| Japonsko                      | Júiči Sugita          | 41. | 8.       |
| Žebříček ATP k 19. únoru 2018 |                       |     |          |

### Jiné formy účasti
Následující hráči obdrží divokou kartu do hlavní soutěže:
- Marcos Baghdatis
- Malek Džazírí
- Stefanos Tsitsipas

Následujíc hráč obdržel zvláštní výjimku:
- Ilja Ivaška

Následující hráči nastoupili pod žebříčkovou ochranou:
- Andreas Haider-Maurer
- Jošihito Nišioka

Následující hráči postoupili z kvalifikace:
- Ernests Gulbis
- Quentin Halys
- Yannick Maden
- Gleb Sakharov

Následující hráč postoupil z kvalifikace jako tzv. šťastný poražený:
- Blaž Kavčič

#### Odhlášení
před zahájením turnaje
- Paolo Lorenzi → nahradil jej  Blaž Kavčič

## Mužská čtyřhra

### Nasazení
| Stát                                                                                   | Hráč              | Stát        | Hráč          | ATP | Nasazení |
| -------------------------------------------------------------------------------------- | ----------------- | ----------- | ------------- | --- | -------- |
| Finsko                                                                                 | Henri Kontinen    | Austrálie   | John Peers    | 7.  | 1.       |
| Nizozemsko                                                                             | Jean-Julien Rojer | Rumunsko    | Horia Tecău   | 21. | 2.       |
| Chorvatsko                                                                             | Ivan Dodig        | USA         | Rajeev Ram    | 34. | 3.       |
| Jižní Afrika                                                                           | Raven Klaasen     | Nový Zéland | Michael Venus | 44. | 4.       |
| Žebříček ATP k 19. únoru 2018; číslo je součtem žebříčkového postavení obou členů páru |                   |             |               |     |          |

### Jiné formy účasti
Následující dvojice obdržely divokou kartu do hlavní soutěže:
- James Cerretani  /  Leander Paes
- Denis Istomin /  Daniel Nestor

Následující pár postoupil z kvalifikace:
- Jan-Lennard Struff /  Viktor Troicki

Následující pár postoupil z kvalifikace jako tzv. šťastný poražený:
- Andreas Haider-Maurer /  Florian Mayer

#### Odhlášení
před zahájením turnaje
- Karen Chačanov

## Ženská dvouhra

### Nasazení
| Stát                          | Hráčka                 | WTA | Nasazení |
| ----------------------------- | ---------------------- | --- | -------- |
| Ukrajina                      | Elina Svitolinová      | 3.  | 1.       |
| Španělsko                     | Garbiñe Muguruzaová    | 4.  | 2.       |
| Česko                         | Karolína Plíšková      | 5.  | 3.       |
| Lotyšsko                      | Jeļena Ostapenková     | 6.  | 4.       |
| Francie                       | Caroline Garciaová     | 7.  | 5.       |
| Německo                       | Angelique Kerberová    | 9.  | 6.       |
| Spojené království            | Johanna Kontaová       | 11. | 7.       |
| Francie                       | Kristina Mladenovicová | 13. | 8.       |
| Žebříček WTA k 12. únoru 2018 |                        |     |          |

### Jiné formy účasti
Následující hráčky obdržely divokou kartu do hlavní soutěže:
- Catherine Bellisová
- Johanna Kontaová
- Naomi Ósakaová
- Jeļena Ostapenková

Následující hráčky postoupily z kvalifikace:
- Sara Erraniová
- Samantha Stosurová
- Lesja Curenková
- Sofja Žuková

Následující hráčka postoupila z kvalifikace jako tzv. šťastná poražená:
- Wang Čchiang

#### Odhlášení
před zahájením turnaje
- Ashleigh Bartyová → nahradila ji  Jekatěrina Makarovová
- Julia Görgesová → nahradila ji  Carla Suárezová Navarrová
- Madison Keysová → nahradila ji  Elise Mertensová
- Petra Kvitová → nahradila ji  Wang Čchiang
- Mirjana Lučićová Baroniová → nahradila ji  Anett Kontaveitová

## Ženská čtyřhra

### Nasazení
| Stát                                                                                   | Hráčka                | Stát  | Hráčka                    | WTA | Nasazení |
| -------------------------------------------------------------------------------------- | --------------------- | ----- | ------------------------- | --- | -------- |
| Rusko                                                                                  | Jekatěrina Makarovová | Rusko | Jelena Vesninová          | 6   | 1        |
| Čínská Tchaj-pej                                                                       | Latisha Chan          | Česko | Andrea Sestini Hlaváčková | 7   | 2        |
| Česko                                                                                  | Lucie Šafářová        | Česko | Barbora Strýcová          | 22  | 3        |
| Čínská Tchaj-pej                                                                       | Sie Šu-wej            | Čína  | Pcheng Šuaj               | 41  | 4.       |
| Žebříček WTA k 12. únoru 2018; číslo je součtem žebříčkového postavení obou členů páru |                       |       |                           |     |          |

### Jiné formy účasti
Následující pár obdržel divokou kartu do hlavní soutěže:
- Lisa Ponomarová /  Eden Silvová

## Přehled finále

### Mužská dvouhra
- Roberto Bautista Agut vs.  Lucas Pouille, 6–3, 6–4

### Ženská dvouhra
- Elina Svitolinová  vs.  Darja Kasatkinová, 6–4, 6–0

### Mužská čtyřhra
- Jean-Julien Rojer /  Horia Tecău vs.  James Cerretani /  Leander Paes, 6–2, 7–6(7–2)

### Ženská čtyřhra
- Čan Chao-čching /  Jang Čao-süan vs.  Sie Šu-wej /  Pcheng Šuaj, 4–6, 6–2, [10–6]